# Cheikh Bahaï
Baha' Al-Din Al-'Amili, dit Cheikh Bahaï (en persan : شیخ بهایی), né le 18 février 1547 et mort le 1er septembre 1621, était un poète soufi, philosophe, mathématicien, astronome, alchimiste du XVIIe siècle. Né en 1547 à Baalbek, au Liban, il émigre en Iran à l’âge de 13 ans. Après avoir étudié à Qazvin puis à Hérat, voyagé en Syrie, en Égypte, et en Irak, il s’établit à Ispahan. Personnage public important sous le souverain séfévide Chah Abbas Ier, il participe à la conception de la mosquée du Chah et y élabore l’horloge solaire qui indique l’heure de la prière à mi-journée. La conception des minarets tremblants d'Ispahan est attribuée à Cheikh Bahaï. Il meurt en 1621 à Ispahan, et est enterré à Machhad. Son œuvre littéraire consiste en des poèmes épiques, ainsi que des recueils juridiques.

## Sources
- (en) Biographie de Sheikh Bahai, sur IRIB, (consultée le 13/09/2007).
- (en) Masdjed-e Imam, sh- Bahai's Sundial, sur Isfahan.org (consultée le 13/09/2007).